# Gobernador de Nueva Gales del Sur
El gobernador de Nueva Gales del Sur es el virrey representante del monarca australiano, Isabel II, en el estado de Nueva Gales del Sur. En analogía al gobernador general de Australia a nivel nacional, los gobernadores de los estados australianos realizan funciones constitucionales y ceremoniales a nivel estatal. El gobernador es nombrado por la reina tras su designación por parte del primer ministro de Nueva Gales del Sur, por un periodo no fijo de tiempo, conocido como Al servicio de su majestad, aunque normalmente con una duración de cinco años. El gobernador actual es el general retirado David Hurley, quién sucedió a Marie Bashir el 2 de octubre de 2014.
El cargo tiene su origen en los gobernadores coloniales del siglo XVIII de Nueva Gales del Sur hasta su asentamiento en 1788, y es la institución en funcionamiento más antigua de Australia. La actual encarnación del cargó surgió con la Federación de Australia y el acta de constitución de Nueva Gales del Sur de 1902, el cual definía el cargo actuando bajo el designio del consejo ejecutivo de Nueva Gales del Sur  Sin embargo, el cargo aún representaba en última instancia al gobierno del Reino Unido hasta que, tras una continua disminución de la participación del gobierno británico, la entrada en vigor en 1942 de la ley de adopción del Estatuto de Westminster y el acta de Australia de 1986 el gobernador se convirtió en el representante directo y personal del único soberano australiano.

## Lista de gobernadores de Nueva Gales del Sur
The following individuals have served as a Governor of New South Wales:
1. Capitán Arthur Phillip, 1788-1792
2. Capitán John Hunter, 1795-1800
3. Capitán Philip King, 1800-1806
4. Capitán William Bligh, 1806-1808
5. Coronel William Paterson (en funciones), 1809
6. General de división Lachlan Macquarie, 1810-1821
7. General de división Sir Thomas Brisbane, 1821-1825
8. Teniente general Ralph Darling, 1825-1831
9. General de división Sir Richard Bourke, 1831-1837
10. Sir George Gipps, 1838-1846
11. Sir Charles Augustus FitzRoy, 1846-1855
12. Sir William Denison, 1855-1861
13. John Young, 1861-1867
14. Somerset Lowry-Corry, 1868-1872
15. Hercules Robinson, 1872-1879
16. Lord Augustus Loftus, 1879-1885
17. Charles Wynn-Carington, 1885-1890
18. Victor Child Villiers, 1891-1893
19. Sir Robert Duff, 1893-1895
20. Henry Brand, 1895-1899
21. William Lygon, 1899-1901
22. Almirante Sir Harry Rawson, 1902-1909
23. Frederic John Napier Thesiger, 1909-1913
24. Sir Gerald Strickland, 1913-1917
25. Sir Walter Davidson, 1918-1923
26. Almirante Sir Dudley de Chair, 1924-1930
27. General Philip Game, 1930-1935
28. General de brigada Sir Alexander Hore-Ruthven, 1935-1936
29. Almirante Sir David Anderson, 1936
30. John de Vere Loder, 1937-1946
31. General Sir John Northcott, 1946-1957
32. Teniente general Sir Eric Woodward, 1957-1965
33. Sir Roden Cutler, 1966-1981
34. James Rowland, 1981-1989
35. Sir David Martin, 1989-1990
36. Peter Ross Sinclair, 1990-1996
37. Gordon Samuels, 1996-2001
38. Profesora Marie Bashir, 2001-2014
39. General David Hurley, 2014-2019
40. Margaret Beazley, 2019-presente